# 納撒尼爾·格林
納撒尼爾·格林（英語：Nathanael Greene，1742年8月7日—1786年6月19日），美國獨立戰爭時期大陸軍將領，南方戰場後期的大陸軍指揮官。
格林生於1742年羅德島殖民地及普羅維登斯莊園，父親為當地富商及貴格會信徒。由於父親是虔誠的貴格會信徒，故此格連只獲安排神學教育。然而格連在成長時期卻自學精進，並經常與貴格會眾意見相左。後來格連因在公眾場合持械及組織民兵，被貴格會開除會籍。
1770年代，北美殖民地與英國的關係轉趨惡劣。格林同情殖民地的反抗主張，並在1774年《強制法案》通過後成為羅德島州一名二等民兵。戰爭爆發前夕，格林經常乘商務之便到波士頓觀察英軍操練、到亨利·諾克斯的書店閱讀戰爭史籍、並且到市鎮購買武器。列星頓和康科德戰役爆發後，格林獲羅德島州議會委任為民兵指揮官，招募士兵到波士頓增援，其部隊軍紀遠較其他部隊嚴明。格林與大陸軍總司令喬治·華盛頓結為深交，而華盛頓也向大陸議會推舉格連。格林在1775年獲大陸議會任命為大陸軍准將，再在1776年獲任為少將。
格林的軍旅生涯在1776年的紐約及新澤西戰役經歷多次起跌。他在長島會戰前夕準確判斷英軍將會攻打長島；後來又力主大陸軍撤出紐約市，使軍隊及時避開包圍。不過，格林卻對華盛頓堡的防守過於自信，而華盛頓又在白原戰役前夕將士兵分散，結果造成11月華盛頓堡攻城戰之敗。然而格林繼續獲得重用，並與約翰·沙利文分別擔任華盛頓手下兩個師的指揮官。格林與沙利文的部隊雖然只有二三千人，卻先後在特倫頓戰役、阿孫平克溪戰役及普林斯頓戰役接連取勝，令到革命形勢逆轉。
踏入1777年，格林繼續擔任華盛頓的副手，並參與了費城戰役的布蘭迪萬河戰役及日耳曼敦戰役。隨著英軍佔領費城，華盛頓率領大陸軍到福吉谷過冬。由於軍需緊張，華盛頓任命格林為軍需官，而格連也勉強為軍隊籌措到足夠物資。不過格林卻非常討厭軍需工作，特別是軍需官經常與大陸議會有所爭執。格林渴望回到前線作戰，更有一段時間同時兼任前線指揮官。終於到1780年，格林辭去軍需官一職，旋即獲華盛頓任命為西點要塞指揮官，接替叛國而去的班奈狄克·阿諾德。
1780年，美國在南方戰場接連受挫。大陸議會否決華盛頓的提議，而先後任命羅拔·何奧、本傑明·林肯及霍雷肖·蓋茨三人指揮南軍，結果何奧及林肯先後失去薩凡納及查爾斯頓兩座重鎮，而蓋茨更在卡姆登戰役大敗。大陸軍的南方部隊幾乎覆滅。美國的盟友法國決定親自控制北美局勢，而大陸議會在得悉戰況下，終於同意華盛頓的推薦，任命格林為南方戰場指揮官。
格林抵達南方後，一改前任指揮官的據守戰術。他盡量避免與英軍正面交戰，改派小部隊騷擾英軍，誘使英軍深入內陸追擊。格林的消耗戰術令到查爾斯·康沃利斯的英軍疲於奔命。他雖然在吉爾福德縣府戰役戰勝格林，但自身的部隊卻傷亡嚴重，而騎兵部隊更在早前的考彭斯戰役被丹尼爾·摩根全殲。康沃利斯在吉爾福德戰後輾轉向北面的維珍尼亞州行軍，而格連則將康沃利斯的南方據點逐一收復。當康沃利斯在約克鎮圍城戰役投降時，英軍在卡羅萊納州只佔有薩凡納及查爾斯頓等數座市鎮。
獨立戰爭結束後，格林在美國擁有隆重聲望，但他卻選擇低調生活，拒絕出任公職。格林在戰後遇上財政困難。他把羅德島的財產出售後，到喬治亞州的種植園務農度日。1786年6月12日，格林在自己的種植園內不幸中暑，在數日後不治。美國有多座市鎮以格林為名，以茲紀念。